# Promachos (Sohn des Parthenopaios)
Promachos (altgriechisch Πρόμαχος Prómachos) war in der griechischen Mythologie der Sohn des Parthenopaios.
Als einer der Epigonen nahm er, wie sein Vater zehn Jahre zuvor, an den Kämpfen um Theben teil und kam dabei ums Leben. Laut Pausanias befand sich sein Grab sieben Stadien außerhalb des vor allem wegen des Teumessischen Fuchses bekannten Teumessos, auf dem gleichnamigen Berg zwischen Theben und Chalkis gelegen, an der Straße, die von Theben zum Euripos führte.
Bildnisse des Promachos waren als Teil von Gruppenstandbildern der Epigonen in Argos und Delphi aufgestellt.